# Positions
Positions – album projektu Trash Palace, utworzonego przez francuskiego DJ-a, producenta muzycznego, multiinstrumentalistę, Dimitriego Tikovoia. Premiera płyty odbyła się 15 października 2002.
Nazwa projektu zainspirowana została znanym gejowskim klubem nocnym, Trash Palace, umieszczonym w londyńskim Soho.
Na Positions znalazło się 10 oryginalnych utworów i 2 covery (Lou Reeda i Serge'a Gainsbourga). Każda z piosenek symbolizuje pewien rodzaj miłości w XXI wieku. Płyta stylistycznie oscyluje wokół szeroko pojętego electro. W projekcie wzięło udział kilkanaścioro artystów z różnych krajów.
Brian Molko, występujący na płycie, określił album słowami: "it's an album about pornography and fucking" (jest to album o pornografii i pieprzeniu).

## Spis utworów
1. "Sex on the Beach" – 2:10
  - autor: Dimitri Tikovoi
2. "Bad Girl" – 4:00
  - śpiew: Lian Warmington
  - autorzy: Dimitri Tikovoi i Lian Warmington
3. "The Metric System" – 3:30
  - śpiew: Brian Molko
  - autorzy: Dimitri Tikovoi i Brian Molko
4. "Your Sweet Love" – 5:04
  - śpiew: Alison Shaw (Cranes)
  - autorzy: Dimitri Tikovoi i Alison Shaw
5. "Venus in Furs" – 3:33
  - śpiew: Cozette
  - gitara: Dave Loughlin
  - altówka: Alice Wolff
  - autor: Lou Reed
6. "Maculée Conception" – 3:58
  - śpiew: Harriet Roberts & Jean-Louis Murat
  - autorzy: Dimitri Tikovoi, Harriet Roberts i Jean-Louis Murat
7. "The Insult" – 5:37
  - śpiew: John Cale
  - autor: Rupert Thomson
  - autorzy: Dimitri Tikovoi i John Cale
8. "Animal Magic" – 4:07
  - autor: Dimitri Tikovoi
9. "Mary" – 4:11
  - śpiew: Luna James
  - autorzy: Dimitri Tikovoi i C Roché
10. "Insatiable" – 3:44
  - śpiew: Lian Warmington
  - autorzy: Dimitri Tikovoi i Lian Warmington
11. "Je t'aime, moi non plus" – 4:20
  - autor: Serge Gainsbourg
  - śpiew: Asia Argento & Brian Molko
12. "X Dummy" – 2:19
  - autor: Dimitri Tikovoi
  - zawiera ukryty utwór pt. "Intérprete Desconhecido" – 3:32

## Produkcja, mastering i miksy
- Dimitri Tikovoi – produkcja
- Tim Young – mastering
- DT (Alexis Dumoulard) i PK (Paul Kendall) – miksowanie